# St. Barbara (Strzelce Opolskie)

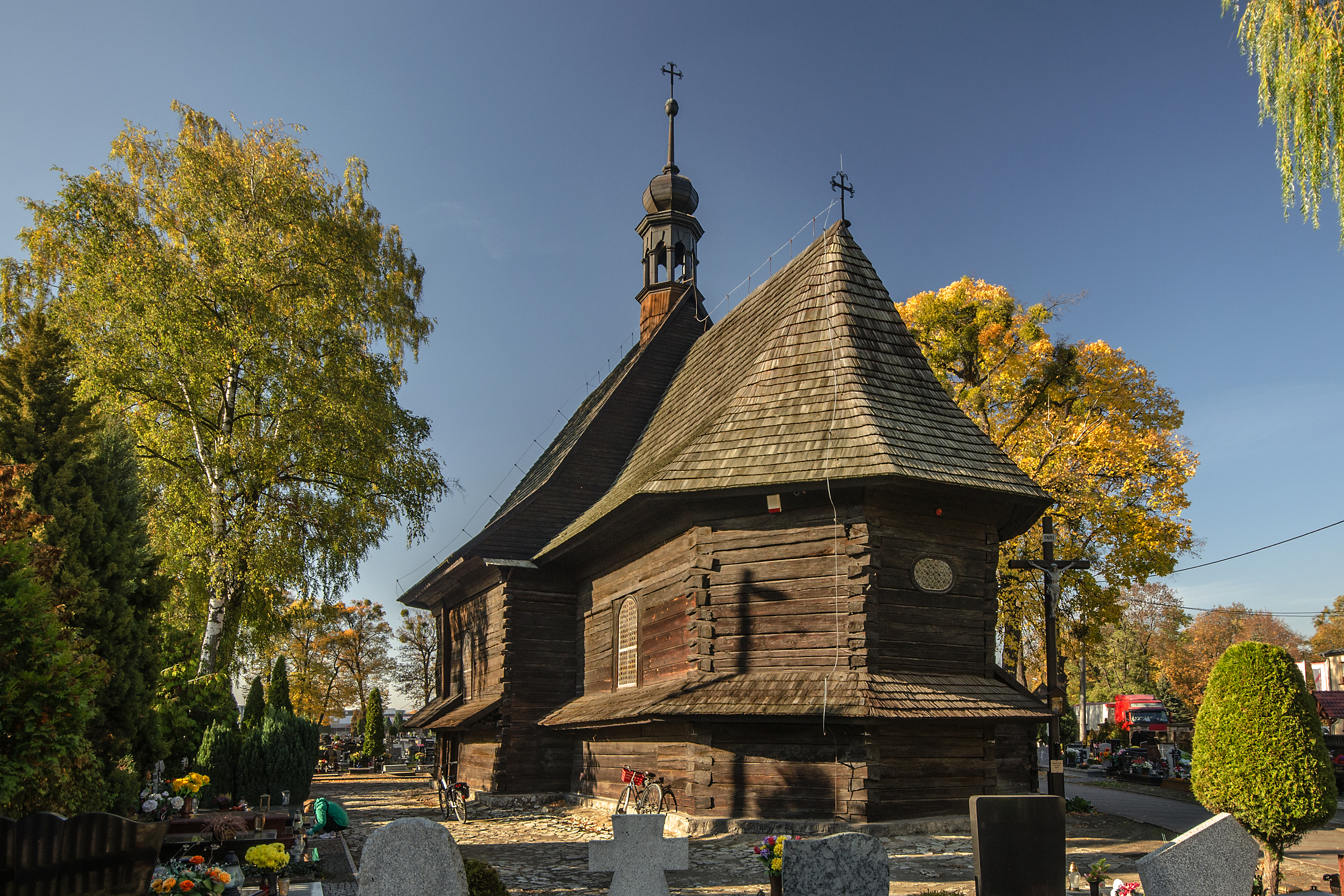
Die Barbarakirche

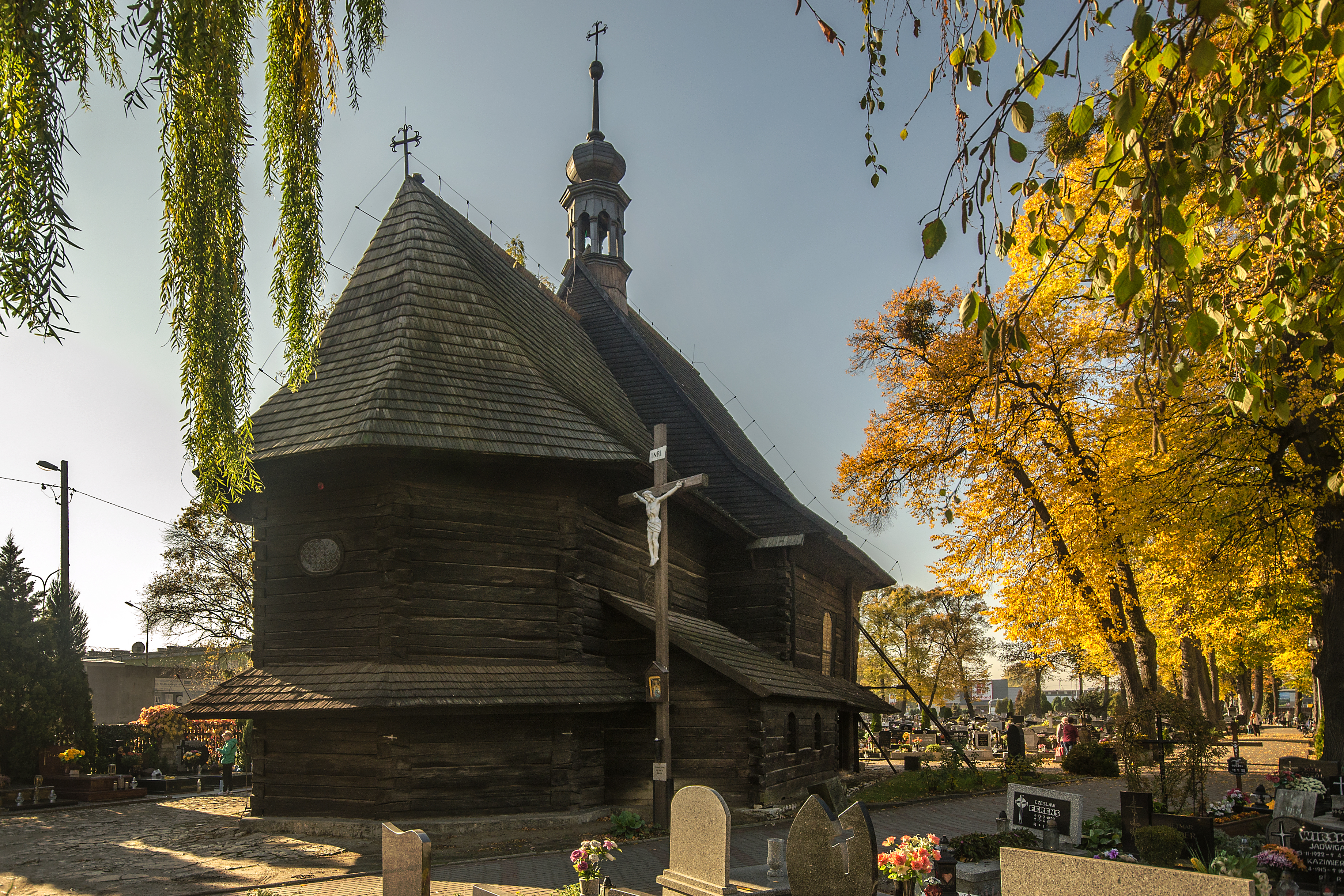
Nordseite der Barbarakirche

Die katholische Barbarakirche in Strzelce Opolskie (Groß Strehlitz) ist eine Schrotholzkirche aus dem 15. oder 16. Jahrhundert. Um die Kirche im Westen der Stadt befindet sich ein katholischer Friedhof. Die der heiligen Barbara geweihte Kirche wurde außerhalb der Altstadt erbaut, an der Straßenabzweigung zu den Orten Krappitz und Oppeln. Es gehört der Pfarrgemeinde der St.-Laurentius-Kirche an.

## Geschichte
Die Barbarakirche wurde erstmals 1505 urkundlich erwähnt. Diese Erwähnung des Kirchleins h. Barbara vor dem Oppelner Thore findet sich in einer Urkunde des Herzogs Johann von Oppeln. Im 17. Jahrhundert verfiel die Kirche. 1683 begann Anna Baschin (Bassa) mit der Restaurierung der Kirche, die sie ihrem 1679 verstorbenen Mann Georg Baschin versprochen hatte. Die Arbeiten wurden von dem ehemaligen Groß Strehlitzer Bürgermeister Florian Weiser geplant und geleitet und von Johannes Brixi ausgeführt. 1690 wurde die Kirche fertiggestellt. Noch 1871 sollen die Inschriften Weiser, Brixi und die Jahreszahl 1690 daran erinnert haben.
1838 wurden die katholischen Friedhöfe an der St.-Laurentius-Kirche und an der Kreuzkirche geschlossen. Daraufhin wurde der Friedhof an der Barbarakirche nach den Plänen des Groß Strehlitzer Bauinspektors Krüger erweitert.

## Architektur
Die kleine Kirche besteht aus einem im Grundriss etwa geviertförmigen Langhaus und einem Chor, das nach drei Seiten zu einem Sechseck geschlossen ist, und es hat Flugdächer. Getrennt werden der Chor und das Langhaus im Inneren durch einen Triumphbalken. An dem Deckblech der Westtür findet sich die Jahreszahl 1684. Über dem Langhaus befindet sich ein barockes Türmchen als Dachreiter. Der Bau des Turms wurde 1727 von Pfarrer Ernst Joachim von Strachwitz finanziert.
Die Kirche ist im Inneren im Stil der Renaissance und des Barock ausgestattet.